# Alojzy Wende
Alojzy Wende (ur. 1809 we wsi Pieszki, zm. 1891 w Dębnikach) – Uczestnik powstania listopadowego 1830-1831, uczestnik powstania krakowskiego, wydany Rosjanom przez władze pruskie. Więzień X Pawilonu Cytadeli Warszawskiej. W 1848 skazany na 500 pałek i dożywotnie ciężkie roboty. W 1853 zamieniono mu dalszą część kary na zesłanie, powrócił w 1858 zostając dzierżawcą wsi Więcławice. W 1859-1866 przebywał wraz z rodziną dobrowolnie na Syberii Wschodniej, zajmując się handlem oraz niosąc pomoc przebywającym tam rodakom. 